# Denmark Masters 2023
Das Denmark Masters 2023 im Badminton fand vom 8. bis zum 11. Juni 2023 in Hillerød statt. Es war die dritte Auflage der Veranstaltung.

## Sieger und Platzierte
| Disziplin    | Gold                         | Silber                           | Bronze                             |
| ------------ | ---------------------------- | -------------------------------- | ---------------------------------- |
| Herreneinzel | Huang Yu-kai                 | Mark Caljouw                     | Mads Christophersen                |
| Herreneinzel | Huang Yu-kai                 | Mark Caljouw                     | Wang Po-wei                        |
| Dameneinzel  | Kristin Kuuba                | Komang Ayu Cahya Dewi            | Huang Yu-hsun                      |
| Dameneinzel  | Kristin Kuuba                | Komang Ayu Cahya Dewi            | Bilqis Prasista                    |
| Herrendoppel | Rasmus Kjær Frederik Søgaard | Lu Ming-che Tang Kai-wei         | Junaidi Arif Yap Roy King          |
| Herrendoppel | Rasmus Kjær Frederik Søgaard | Lu Ming-che Tang Kai-wei         | He Zhi-wei Huang Jui-hsuan         |
| Damendoppel  | Hsieh Pei-shan Tseng Yu-chi  | Liu Chiao-yun Wang Yu-qiao       | Paula Cao Hok Lauren Lam           |
| Damendoppel  | Hsieh Pei-shan Tseng Yu-chi  | Liu Chiao-yun Wang Yu-qiao       | Liu Zi-xi Yang Yi-hsun             |
| Mixed        | Rohan Kapoor Siki Reddy      | Mads Vestergaard Christine Busch | Callum Hemming Estelle van Leeuwen |
| Mixed        | Rohan Kapoor Siki Reddy      | Mads Vestergaard Christine Busch | Jesper Toft Clara Graversen        |